# Amtsgericht Schneeberg
Das Amtsgericht Schneeberg war ein Gericht der ordentlichen Gerichtsbarkeit und ein Amtsgericht in Sachsen mit Sitz in Schneeberg.

## Geschichte
In Schneeberg bestand bis 1879 das Gerichtsamt Schneeberg als Eingangsgericht. Im Rahmen der Reichsjustizgesetze wurden 1879 im Königreich Sachsen die Gerichtsämter aufgehoben und Amtsgerichte, darunter das Amtsgericht Schneeberg, geschaffen. Der Gerichtssprengel umfasste Schneeberg, Albernau mit neuem Anbau, Aue mit niederem und oberem Bechergut, Bergfreiheiten, Sand und Schmelzhütten, Auerhammer mit Brünlasgut, Burkhardtsgrün, Griesbach, Lindenau mit Dreihäusern, Neudörfel, Neustädtel mit Mühlberg und Tauschermühle, Niederschlema mit Poppenwald und Brünlasberg, Oberschlema mit Blaufarbenwerk und Güldenem Grund, Schindlersches Blaufarbenwerk, Zelle mit Rittergut Klösterlein und Zschorlau mit neuem Anbau. Das Amtsgericht Schneeberg war eines von 16 Amtsgerichten im Bezirk des Landgerichtes Zwickau. Der Amtsgerichtsbezirk umfasste danach 23.111 Einwohner. Das Gericht hatte damals eine Richterstelle und war ein kleines Amtsgericht im Landgerichtsbezirk. Gemäß der Verordnung über die Änderung von Gerichtsbezirken vom 3. September 1938 wurden die Gemeinden Albernau und Zschorlau vom Amtsgericht Schneeberg an das Amtsgericht Aue überwiesen.
Mit den Durchführungsbestimmungen zur Vereinfachung der Gerichtsorganisation im Land Sachsen vom 28. Mai 1951 zur Verordnung vom 5. Mai 1951 wurde das Amtsgericht Schneeberg zum Zweiggericht heruntergestuft. Im Jahre 1952 wurden das Amtsgericht Schneeberg in der DDR aufgehoben und das Kreisgericht Aue an seiner Stelle neu geschaffen. Gerichtssprengel war nun der Kreis Aue.

## Gerichtsgebäude

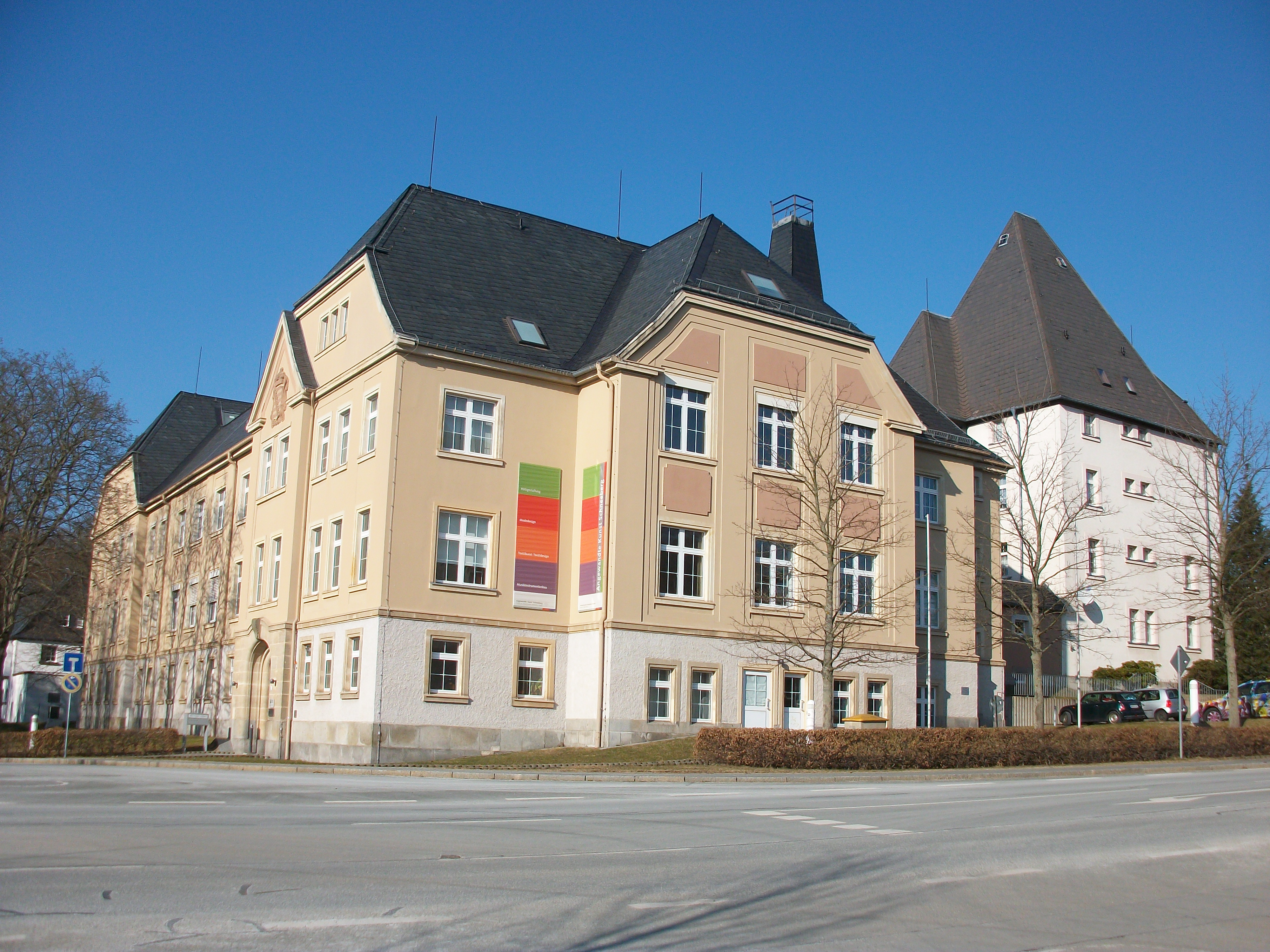
Ehem. Gerichtsgebäude (2018)

Das Amtsgericht nutzte das 1909 bis 1910 erbaute Amtsgerichtsgebäude (Goethestraße 1), heute Fachschule für angewandte Kunst Schneeberg. Es handelt sich um einen stattlichen dreigeschossigen Putzbau auf etwa V-förmigem Grundriss in neobarocken Formen. Er ist ortsgeschichtlich und baugeschichtlich von Bedeutung und steht daher unter Denkmalschutz.